# Hans Rohwer

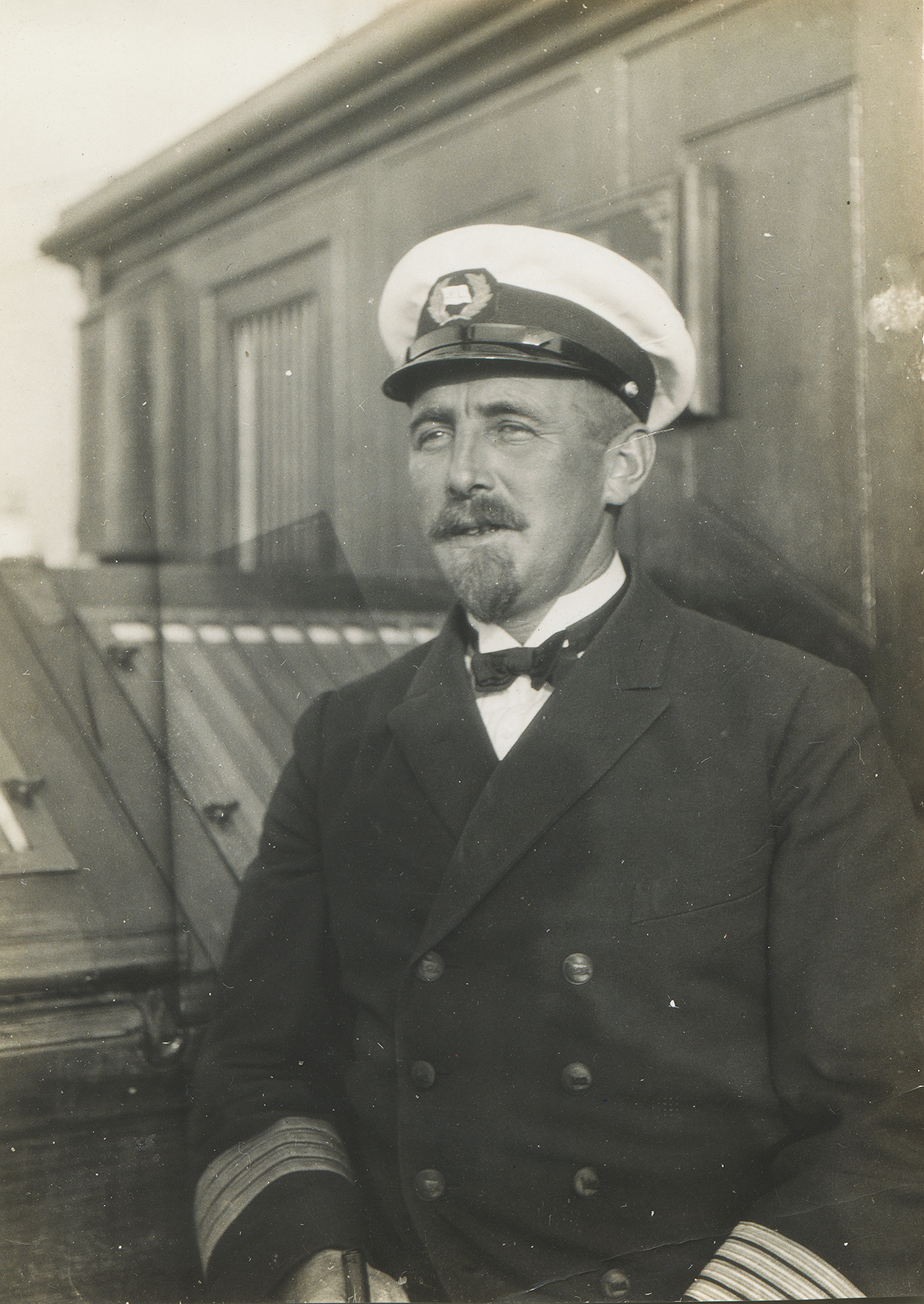
Hans Rohwer (1931)

Hans Rohwer (* 10. August 1889 in Nübbel; † 6. August 1974 in Hamburg) war ein deutscher Windjammer-Kapitän der Reederei F. Laeisz und Kap Hoornier.

## Herkunft
Geboren am 10. August 1889 in Nübbel, Krs. Rendsburg/Schleswig-Holstein, als Sohn des Kapitäns Hans Heinrich Rohwer und seiner Ehefrau Margaretha Magdalene, geb. Bock. Vom 6. Lebensjahr an besuchte er die dortige Volksschule und wurde aus der Oberklasse am 5. Februar 1905 mit der Konfirmation entlassen.

## Seefahrt
Am 6. Februar 1905 begann seine Seefahrtszeit vom Schiffsjungen zuerst in der Nord- und Ostsee auf kleinen Segelschiffen und anschließend als Matrose Vor dem Mast auf großen Frachtsegelschiffen Hamburger Reedereien.
- 1907–1908 auf der Bark Peiho
- 1908–1909 auf der Bark Obotrita.[1]

Ab Oktober 1909 besuchte er die Seefahrtschule in Elsfleth und erhielt im April 1910 das Patent zum Seesteuermann auf Großer Fahrt.
Von Juli 1910 bis Juli 1911 diente er als Einjähriger bei der Marine.
Danach folgten wieder weitere Fahrten für die F. Laeisz-Reederei 
- 1911–1912 auf der Pisagua
- 1912–1913 auf der Pitlochry.

Ab Oktober 1913 besuchte er erneut die Seefahrtschule in Elsfleth und erhielt im April 1914 sein Patent zum Kapitän auf Großer Fahrt.
Am 1. Mai 1914 kam er als I. Offz. unter Kapitän August Teschner auf der Viermastbark Petschili zu ihrer 13. und letzten Fahrt und endete in Valparaíso. An der Westküste von Südamerika wurden sie vom Ausbruch des Ersten Weltkriegs überrascht. Der Großsegler wurde interniert und lag die nächsten fünf Jahre im Hafen vor Anker. Am 12. Juli 1919 brach über die Region einer der gefürchteten schweren Nordstürme (Norder, span.el nortazo) herein. Nach Brechen beider Ankerketten wurde die große Viermastbark auf den Strand geworfen, völlig entmastet und mit Kielbruch ging sie total verloren. Mit der verbliebenen Restbesatzung wurde auch er gerettet.
Nach Kriegsende kam er als I. Offz. auf die Laeisz-Bark Peking und kehrte 1920 unter Kapitän Heinrich Oellrich zurück nach Europa.
Nach dem Rückkauf einzelner Schiffe durch die Reederei F. Laeisz kam er Ende 1921 wieder an Bord, zuerst 1922–1923 auf der Viermastbark Parma und anschließend auf dem Dampfer Planet.

### Kapitän
Ab Frühjahr 1925 wurde er als Kapitän auf dem Vollschiff Pinnas eingesetzt und 1927
dann eine Reise auf der Viermastbark Parma. Es folgten weitere Reisen
- 1928–1929 auf der Viermastbark Passat
- 1930–1931 auf der Viermastbark Peking, die letzten unter der F.Laeisz-Flagge.

Als die Salpeterfahrten nach Chile wegen der industriellen großtechnischen Herstellung unrentabel wurden hat der Reeder die Segelschiffe nach und nach verkauft. Rohwer kam 1934 als Landungsbrückenverwalter nach Kamerun und wurde dort 1940 – nach Ausbruch des Zweiten Weltkrieges – interniert und anschließend nach Kingston (Jamaika) verbracht.
1947 kehrte er aus der Internierung wieder zurück nach Hamburg und wurde dort wieder von seiner Reederei F. Laeisz an Land weiterbeschäftigt, bis er in den Ruhestand ging. Er umrundete in seiner seemännischen Laufbahn auf einem Frachtsegler 23-mal das Kap Hoorn, davon 14-mal als Kapitän.

## Ehrungen
Seit 1955 war er Mitglied (Nr. 25/1955) in der Internationalen Bruderschaft der Kap Hoorniers und wurde 1959 mit der Medaille Pour le Mérite geehrt.